# Tripolaire coördinaten
Tripolaire coördinaten zijn coördinaten voor het platte vlak ten opzichte van een gegeven driehoek. De tripolaire coördinaten van een punt {\displaystyle P} worden gevormd door het drietal {\displaystyle (AP,BP,CP)}, maar tripolaire coördinaten worden maar weinig gebruikt.

## Relatie met lengtes zijden
Leonhard Euler heeft de volgende relatie aangetoond tussen tripolaire coördinaten {\displaystyle (f,g,h)} van een punt en de lengtes van de zijden {\displaystyle a,b} en {\displaystyle c}:
{\displaystyle (-a^{2}+g^{2}+h^{2})^{2}f^{2}+(f^{2}-b^{2}+h^{2})^{2}g^{2}+(f^{2}+g^{2}+c^{2})^{2}h^{2}-(-a^{2}+g^{2}+h^{2})(f^{2}-b^{2}+h^{2})(f^{2}+g^{2}+c^{2})-4f^{2}g^{2}h^{2}=0}

## Cirkels en lijnen
De vergelijking {\displaystyle lf^{2}+mg^{2}+nh^{2}+p=0}, is een lijn als {\displaystyle l+m+n=0} en anders een cirkel. 
- Als de vergelijking een cirkel is, dan heeft het middelpunt van de cirkel barycentrische coördinaten {\displaystyle (l:m:n)}.
- Als de vergelijking een lijn is, dan staat deze lijn loodrecht op de lijn {\displaystyle [\ l:m:n\ ]} in barycentrische coördinaten.

## Gegeven verhouding
Het aantal punten dat tripolaire coördinaten {\displaystyle (f,g,h)} heeft, die aan een gegeven verhouding {\displaystyle f:g:h=x:y:z} voldoen, is er afhankelijk van of de getallen {\displaystyle ax,by} en {\displaystyle cz}:
- de zijden vormen van een driehoek, dan zijn er twee dergelijke punten,
- de zijden vormen van een ontaarde driehoek, dan is er een zo'n punt,
- niet de zijden vormen van een driehoek, dan zijn er geen punten die aan de voorwaarde voldoen.